# NXT TakeOver: Dallas
NXT TakeOver: Dallas było galą profesjonalnego wrestlingu z cyklu gal NXT TakeOver wyprodukowaną przez federację WWE. Odbyła się 1 kwietnia 2016 w Dallas w Teksasie podczas weekendu z WrestleManią 32 i była emitowana na WWE Network. Jednym z najważniejszych wydarzeń gali był debiut Shinsuke Nakamury w WWE.

## Produkcja

### Przygotowania
Cykl gal NXT TakeOver rozpoczął się 29 maja 2014, kiedy to brand WWE NXT otrzymał swoją drugą ekskluzywną galę na WWE Network pod nazwą NXT TakeOver. W kolejnych miesiącach nazwa "TakeOver" stała się główną częścią nazwy kolejnych specjalnych gal NXT, które miały dodatkowe podtytuły, jak przykładowo NXT TakeOver: Fatal 4-Way, NXT TakeOver: R Evolution czy też NXT TakeOver: Rival. NXT TakeOver: Brooklyn było pierwszym TakeOver wyprodukowanym poza Full Sail University, zaś NXT TakeOver: London było pierwszym, który odbył się poza terenami Stanów Zjednoczonych. NXT TakeOver: Dallas było dziewiątą galą cyklu i pierwszą w 2016 roku.

### Rywalizacje
NXT TakeOver: Dallas oferowało walki profesjonalnego wrestlingu z udziałem różnych wrestlerów z istniejących oskryptowanych rywalizacji i storyline'ów, które były kreowane na tygodniówce NXT. Wrestlerzy byli przedstawiani jako heele (negatywni, źli zawodnicy i najczęściej wrogowie publiki) i face'owie (pozytywni, dobrzy i najczęściej ulubieńcy publiki), którzy rywalizują pomiędzy sobą w seriach walk mających w budować napięcie. Punktem kulminacyjnym rywalizacji są walki na galach PPV lub serie pojedynków.

#### Finn Bálor vs. Samoa Joe
Na NXT TakeOver: London, Bálor obronił NXT Championship w walce z Samoa Joem. O miano pretendenta do tytułu mistrzowskiego zaczęli rywalizować Joe, Baron Corbin oraz powracający po przerwie spowodowanej kontuzją Sami Zayn. Triple Threat match pomiędzy trzema zawodnikami zakończył się no-contestem po tym, jak Zayn i Joe jednocześnie zmusili Corbina do poddania się. Zayn i Joe zmierzyli się ze sobą jeszcze raz, 17 lutego, jednak i ten pojedynek nie wyłonił nowego pretendenta do tytułu. Rywale zawalczyli po raz kolejny, tym razem w 2-Out-Of-3 Falls matchu. Zwycięzcą okazał się Samoa Joe.

#### Sami Zayn vs. Shinsuke Nakamura
Po przegranej Samiego Zayna w walce z Samoa Joem, Manager Generalny NXT, William Regal, ogłosił, że na NXT TakeOver: Dallas Zayn zmierzy się z najnowszym nabytkiem NXT – Shinsuke Nakamurą.

#### Austin Aries vs. Baron Corbin
Austin Aries zadebiutował w NXT 2 marca 2016 roku. Podczas wejścia na ring został zaatakowany przez Barona Corbina. W następnym tygodniu William Regal zarządził walkę pomiędzy Ariesem a Corbinem na NXT TakeOver: Dallas.

#### American Alpha vs. The Revival
Na gali WWE Roadblock, The Revival (Scott Dawson i Dash Wilder) zdołali obronić tytuły mistrzowskie tag-team NXT w starciu przeciwko Enzo Amore'owi i Colinowi Cassady'emu. 16 marca na NXT, American Alpha (Jason Jordan i Chad Gable) pokonali The Vaudevillains w walce o miana pretendenckie do NXT Tag Team Championship.

#### Bayley vs. Asuka
13 stycznia na NXT odbył się Battle Royal z udziałem wrestlerek NXT. Battle Royal miał wyłonić nową pretendentkę do NXT Women′s Championship, będącego w posiadaniu Bayley. Walkę zwyciężyła Carmella, jednak nie zdołała pokonać Bayley. Po walce Eva Marie i Nia Jax zaatakowały Bayley i Carmellę, jednak wkrótce zostały powstrzymane przez Asukę. Asuka wyzwała mistrzynię NXT na walkę o jej tytuł. 16 marca, Bayley i Asuka wspólnie pokonały Marie i Jax, a po walce William Regal ogłosił, że na następnym TakeOver Bayley będzie broniła tytułu mistrzowskiego w walce z Asuką.

## Gala

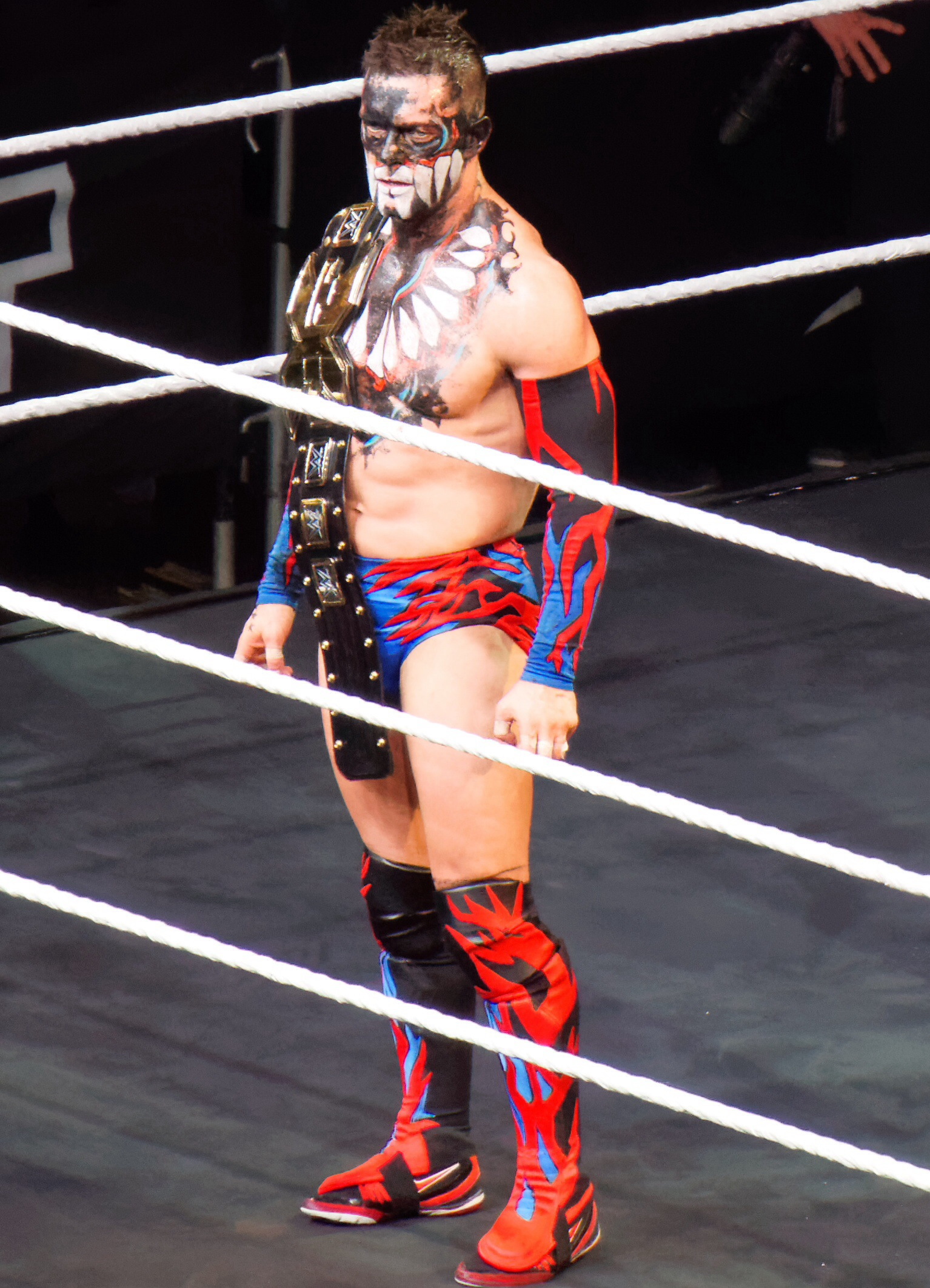
Zwycięzca walki wieczoru NXT TakeOver: Dallas, Finn Bálor, na tejże gali.

### Komentatorzy
NXT TakeOver: London komentowali Corey Graves i Tom Phillips. Panel pre-show poprowadzili Renee Young, Lita i Mauro Ranallo. Cathy Kelley przeprowadziła wywiad z Samim Zaynem.

### Główne show
Galę rozpoczęło przemówienie Triple H'a. Pierwszą walką NXT TakeOver: Dallas było starcie o NXT Tag Team Championship między mistrzami The Revival (Scott Dawson i Dash Wilder) a pretendentami American Alpha (Chad Gable i Jason Jordan). American Alpha wykonało finisher drużynowy Grand Amplitude na zdezorientowanym Scotcie Dawsonie i wygrało walkę.
Austin Aries zadebiutował w walce z Baronem Corbinem. Aries skontrował End of Days Corbina, wykonał roll-up i zdobył przypięcie.
Kolejnym debiutantem na NXT TakeOver: Dallas był Shinsuke Nakamura. Jego dwudziestominutowa walka z Samim Zaynem zakończyła się zwycięstwem Nakamury; debiutant wykonał Bomaye, po czym przypiął przeciwnika. Po walce, Nakamura i Zayn podali sobie ręce w geście szacunku.
Następną walką gali był pojedynek o NXT Women's Championship. Mistrzyni Bayley broniła tytułu w walce z Asuką. Pretendentka do mistrzostwa skontrowała Bayley-to-Belly, po czym założyła mistrzyni dźwignię Asuka Lock. Bayley utraciła przytomność, na skutek czego sędzia przerwał walkę, ogłaszając Asukę nową mistrzynią kobiet NXT. Tym samym, Asuka przerwała 223-dniowe panowanie Bayley jako NXT Women's Championka.
Na widowni obecni byli Jim Ross, Michelle Beadle, Funaki, japoński wrestler Kota Ibushi, Stephanie McMahon oraz Bobby Roode.

### Walka wieczoru
Walką wieczoru NXT TakeOver: Dallas był pojedynek o NXT Championship pomiędzy mistrzem "Demonem" Finnem Bálorem a pretendentem do tytułu Samoą Joem. Podczas walki zawodnicy zderzyli się głowami i Joe zaczął krwawić; co kilka minut medycy przerywali walkę, aby móc oczyścić ranę zawodnika. Po wymianie finisherów, Bálor skontrował Coquina Clutch odbijając się od narożnika i przytrzymując łopatki Joego na macie. Sędzia doliczył do trzech i ogłosił Bálora zwycięzcą krwawej walki.

## Odbiór gali
Gala otrzymała bardzo dobre noty od krytyków, którzy w większości chwalili debiut Shinsuke Nakamury i jego walkę z Samim Zaynem.
Rick Foster z wrestleview.com pochwalił walkę Nakamury i Zayna, jak również krwawą walkę wieczoru. Uznał NXT TakeOver: Dallas za najlepszą galę jaką obejrzał na żywo.
James Caldwell z Pro Wrestling Torch przyznał walce Nakamury z Zaynem 10 gwiazdek na 5. Drugim najwyżej ocenionym przez niego starciem była walka wieczoru (3,5 gwiazdki), a trzecim – pojedynek kobiet (3,25 gwiazdki).
Kyle Johnson z Wrestling Observer napisał artykuł, w którym skupił się na Baronie Corbinie i jego występach na NXT TakeOver: Dallas i WrestleManii 32. Porównał dwa eventy i uznał NXT TakeOver: Dallas za lepszą galę wrestlingu.
Ravi Sinha z IGN India również porównał wie wyżej wymienione gale. Napisał, że podczas gdy WrestleMania dłużyła się i nie zachwycała, NXT TakeOver: Dallas pokazał prawdziwy wrestling i dobre scenariusze.
Nick Schwartz z FoxSport.com uznał walkę Nakamury z Zaynem za "20 minut niemal idealnego wrestlingu"; według niego, starcie to przyćmiło całą WrestleManię.

## Wydarzenia po gali
Po obronie tytułu na gali, Finn Bálor stał się najdłużej panującym mistrzem NXT. Jego trwające 292 dni panowanie zostało przerwane przez Samoa Joego, 21 kwietnia na house showie w Lowell w Massachusetts.
Baron Corbin wziął udział w Andre The Giant Memorial Battle Royalu na WrestleManii 32, debiutując w głównym rosterze WWE. Zdołał wygrać starcie.

## Wyniki walk

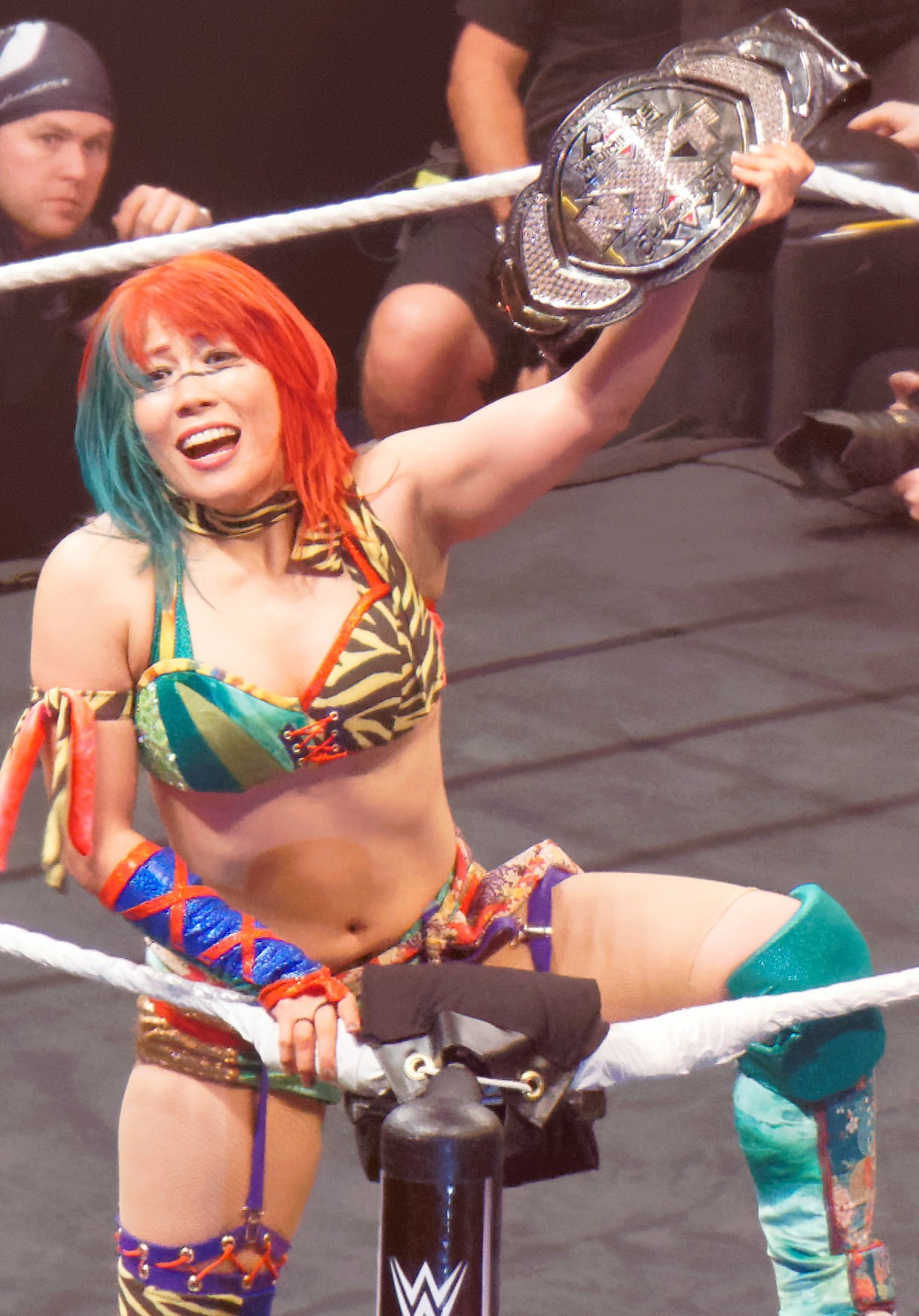
Asuka tuż po zdobyciu NXT Women’s Championship.

| Nr | Wyniki                                                              | Stypulacje                                 | Czas  |
| --- | ------------------------------------------------------------------- | ------------------------------------------ | ----- |
| 1D | Manny Andrade pokonał Christophera Girarda                          | Singles match                              | N/A   |
| 2N | Apollo Crews pokonał Eliasa Samsona                                 | Singles match                              | 12:05 |
| 3 | American Alpha (Jason Jordan i Chad Gable) pokonali The Revival (c) | Tag team match o NXT Tag Team Championship | 15:11 |
| 4 | Austin Aries pokonał Barona Corbina                                 | Singles match                              | 10:43 |
| 5 | Shinsuke Nakamura pokonał Samiego Zayna                             | Singles match                              | 20:07 |
| 6 | Asuka pokonała Bayley (c)                                           | Singles match o NXT Women's Championship   | 15:23 |
| 7 | Finn Bálor (c) pokonał Samoa Joe                                    | Singles match o NXT Championship           | 16:22 |
| (c) – mistrz/mistrzyni przed walkąD – walka była dark matchem (nietransmitowana w TV)N – walka była nagrywana do oddzielnego odcinka NXT |                                                                     |                                            |       |